# Ama'r halshug
|  | Denne artikel er oprettet af botten Steenthbot ud fra en ekstern database. Den kan derfor have sproglige fejl eller mangler. Denne skabelon kan fjernes efter kontrol af indholdet. |

Ama'r halshug er en dansk kortfilm fra 2021 instrueret af Nikolaj Storgaard Mortensen, skrevet af Hanne Korvig og produceret af Lovísa Dröfn.

## Handling
Hanna (7) lever med sin mor og storebror i et lille hus i provinsen. Hendes bror Ivan (22), som hun elsker højt, skal til Hannas store sorg, flytte til København, hvor deres ældste bror, der er narkoman, også bor. Efter en badetur mødes Hanna og Ivan ved døren af politiet. Jens har taget en overdosis, og er død. Deres mors verden bryder i grus ligesom Ivans verden knuses. Hanna, derimod, tror, hun får lov at beholde sin storebror, Ivan, hjemme i de trygge rammer på trods af hans udlængsel. Men det er ikke Ivans plan. Hanna er nu efterladt alene og må samle sig selv op, samtidig med hun for alt i verden prøver at holde sammen på familien. Hanna forstår til sidst at hun må give slip, men ikke før, hun har fået Ivan til at love, at han hverken må eller vil ende som Jens i det store København.

## Medvirkende
- Vega Rodriguez Hansen, Hanna
- Christoffer Hvidberg Rønje, Ivan
- Puk Scharbou, Mor
- Hanne Korvig, Politi
- Shahin Hooshyar, Politi
- Espen Tøsse, Præst
- Jacob Østergaard Johansson, Jens